# Liste der Gerichtsbezirke in Aragonien
Dies sind die Gerichtsbezirke in Aragonien, Spanien.

## Provinz Huesca

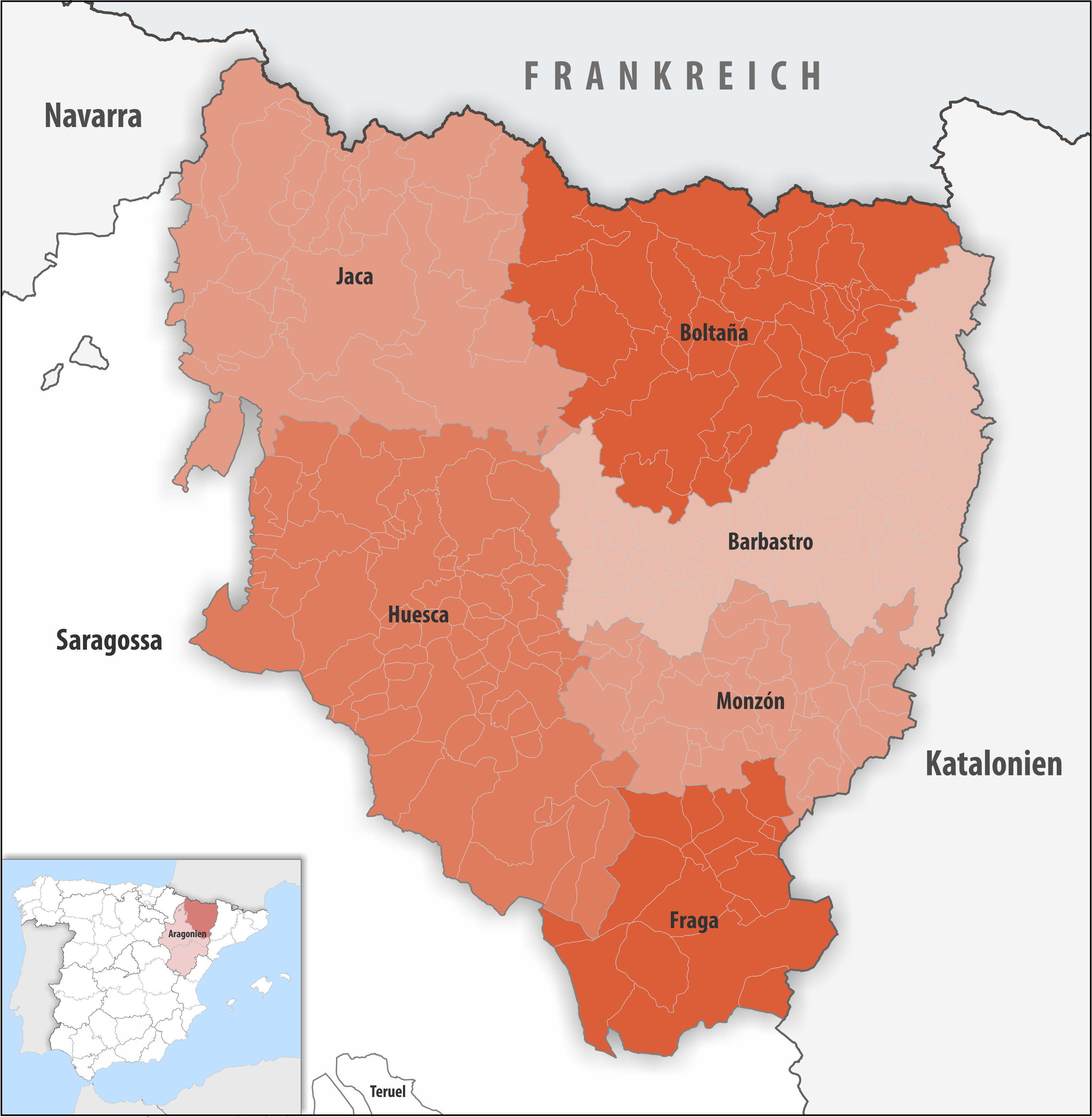
Gerichtsbezirke in der Provinz Huesca

| Gerichtsbezirk | Gemeinden | Einwohner (2024) | Fläche km² | Dichte Einw./km² | Hauptquartier |
| -------------- | --------- | ---------------- | ---------- | ---------------- | ------------- |
| Barbastro      | 41        | 29.111           | 2.440,31   | 12               | Barbastro     |
| Boltaña        | 31        | 12.889           | 2.918,87   | 4                | Boltaña       |
| Fraga          | 16        | 26.739           | 1.512,76   | 18               | Fraga         |
| Huesca         | 61        | 83.904           | 4.009,55   | 21               | Huesca        |
| Jaca           | 26        | 33.032           | 3.308,40   | 10               | Jaca          |
| Monzón         | 27        | 42.959           | 1.437,13   | 30               | Monzón        |
| Provinz Huesca | 202       | 228.634          | 15.636,74  | 15               | Huesca        |

## Provinz Saragossa

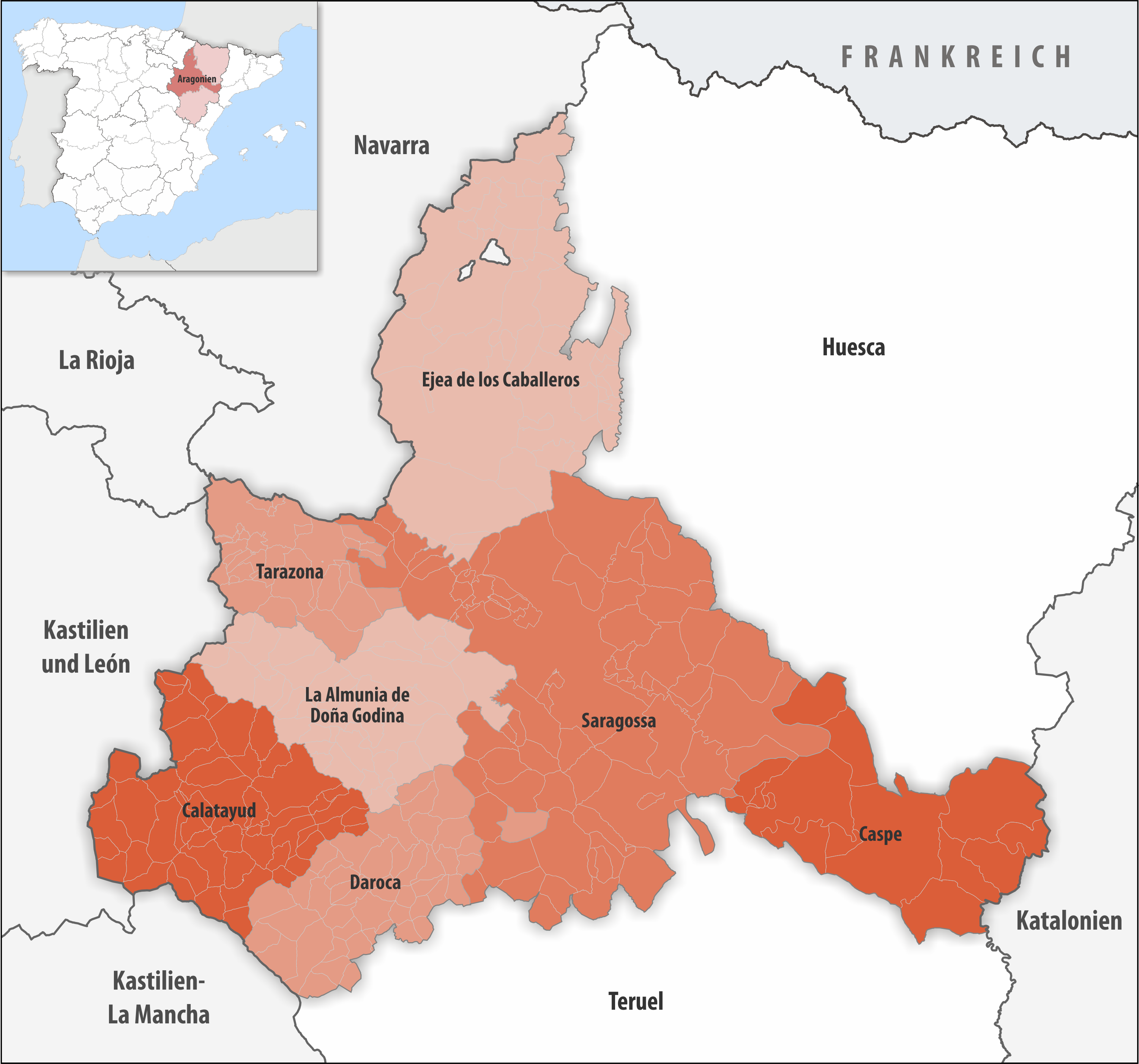
Gerichtsbezirke in der Provinz Saragossa

| Gerichtsbezirk            | Gemeinden | Einwohner (2024) | Fläche km² | Dichte Einw./km² | Hauptquartier             |
| ------------------------- | --------- | ---------------- | ---------- | ---------------- | ------------------------- |
| La Almunia de Doña Godina | 38        | 39.973           | 1.815,66   | 22               | La Almunia de Doña Godina |
| Calatayud                 | 54        | 32.911           | 2.049,55   | 16               | Calatayud                 |
| Caspe                     | 16        | 22.406           | 2.048,11   | 11               | Caspe                     |
| Daroca                    | 46        | 11.435           | 1.520,77   | 8                | Daroca                    |
| Ejea de los Caballeros    | 39        | 32.950           | 3.401,62   | 10               | Ejea de los Caballeros    |
| Saragossa                 | 69        | 820.407          | 5.437,84   | 151              | Saragossa                 |
| Tarazona                  | 31        | 23.457           | 1.001,69   | 23               | Tarazona                  |
| Provinz Saragossa         | 293       | 983.539          | 17.275,24  | 57               | Saragossa                 |

## Provinz Teruel

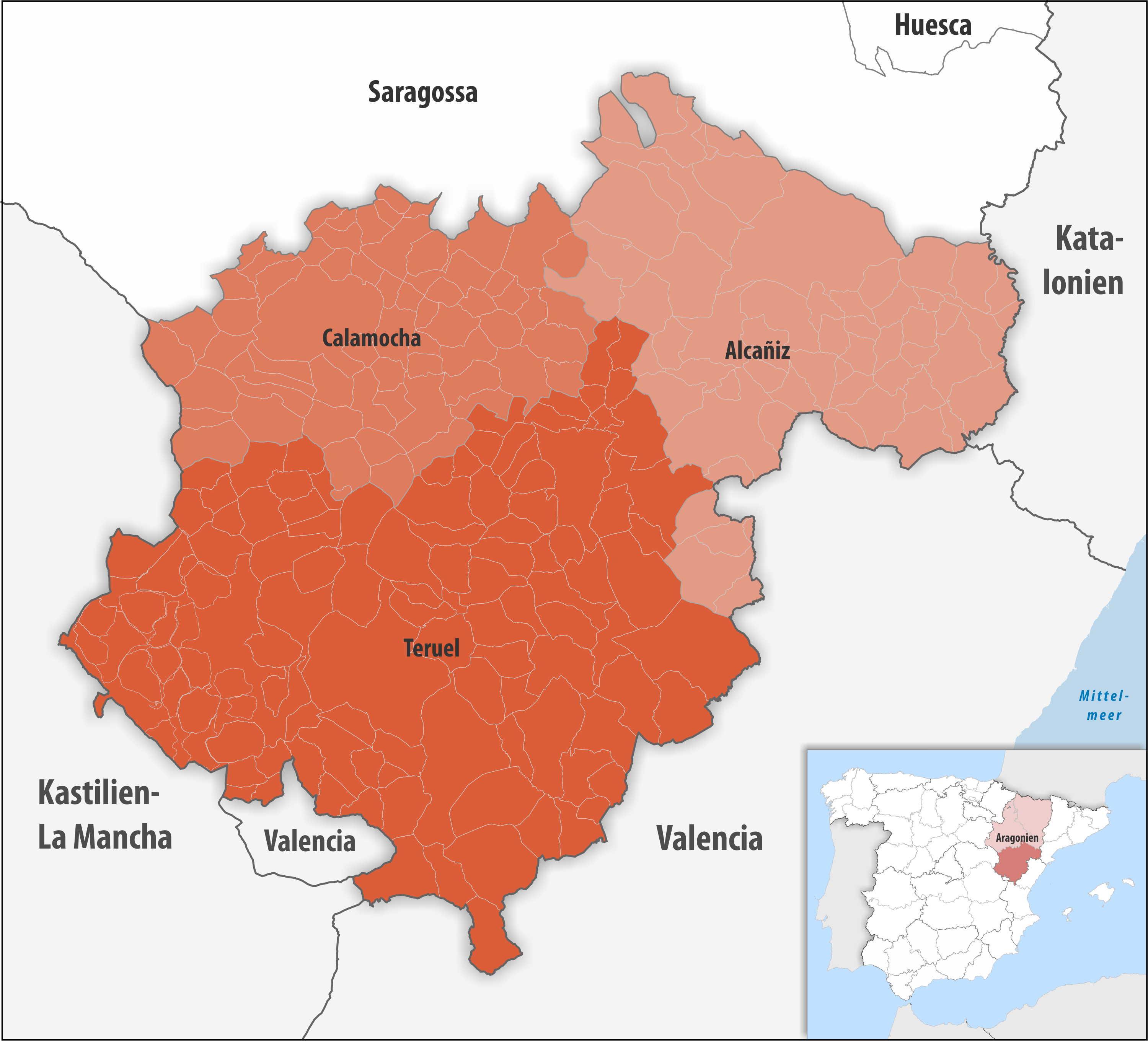
Gerichtsbezirke in der Provinz Teruel

| Gerichtsbezirk | Gemeinden | Einwohner (2024) | Fläche km² | Dichte Einw./km² | Hauptquartier |
| -------------- | --------- | ---------------- | ---------- | ---------------- | ------------- |
| Alcañiz        | 59        | 54.346           | 4.041,29   | 13               | Alcañiz       |
| Calamocha      | 62        | 18.771           | 3.049,43   | 6                | Calamocha     |
| Teruel         | 115       | 62.544           | 7.718,52   | 8                | Teruel        |
| Provinz Teruel | 236       | 135.661          | 14.809,24  | 9                | Teruel        |